# Sayonara Vargas Rodríguez
Sayonara Vargas Rodríguez (Huautla, Hidalgo; 26 de septiembre de 1969) es una política mexicana afiliada al Partido Revolucionario Institucional (PRI). Desde septiembre de 2021 es diputada federal en la LXV Legislatura del Congreso de la Unión.

## Primeros años
Sayonara Vargas Rodríguez nació el 26 de septiembre de 1969 en la ciudad de Tulancingo, Hidalgo, México. Estudió la licenciatura en ciencias de la comunicación en la Universidad Autónoma de Tamaulipas. Estudió la maestría en tecnología educativa y el doctorado en educación internacional en la misma institución.
De julio de 2008 a agosto de 2013 fue coordinadora nacional de universidades politécnicas. De 2013 a 2015 ocupó varios cargos en la subsecretaría de educación superior, dependiente de la Secretaría de Educación Pública. De julio de 2014 a agosto de 2016 fue coordinadora nacional del Colegio de Estudios Científicos y Tecnológicos (CECYTE). De septiembre de 2016 a enero de 2018 fue secretaria de educación pública del estado de Hidalgo, dentro del gabinete del gobernador Omar Fayad.

## Trayectoria política
En las elecciones federales de 2018 fue postulada como diputada federal para el distrito 1 del estado de Hidalgo, con sede en Huejutla de Reyes, por la coalición Todos por México, integrada por el Partido Revolucionario Institucional, el Partido Verde Ecologista de México y el partido Nueva Alianza. En los comicios obtuvo el segundo lugar, con el 29% de los sufragios a su favor. En las elecciones federales de 2021 volvió a ser postulada para el mismo cargo por la coalición Va por México, integrada por el Partido Revolucionario Institucional, el Partido Acción Nacional y el Partido de la Revolución Democrática. Fue electa con el apoyo del 41% de los votos. Asumió el cargo en la LXV Legislatura del Congreso de la Unión el 1 de septiembre de 2021. Dentro del congreso es secretaria de la comisión de educación.